# Diego Valoyes
Diego Luis Valoyes Ruíz (Cartagena de Indias, 22 settembre 1996) è un calciatore colombiano, attaccante del Juárez e della nazionale colombiana.

## Caratteristiche tecniche
È un'ala mancina.

## Carriera

### Club
Cresciuto nelle giovanili del La Equidad, ha esordito il 18 marzo 2015 in occasione del match di Copa Colombia perso 2-1 contro il Tigres FC.
Nel luglio del 2018 viene ceduto in prestito al Talleres (C).

### Nazionale
Nel 2021 ha esordito nella nazionale colombiana.

## Statistiche

### Presenze e reti nel club
Statistiche aggiornate al 22 marzo 2021.
| Stagione        | Squadra                | Campionato      | Campionato | Campionato | Coppe nazionali | Coppe nazionali | Coppe nazionali | Coppe continentali | Coppe continentali | Coppe continentali | Altre coppe | Altre coppe | Altre coppe | Totale | Totale | Totale |
| Stagione        | Squadra                | Comp            | Pres       | Reti       | Comp            | Pres            | Reti            | Comp               | Pres               | Reti               | Comp        | Pres        | Reti        | Pres   | Reti   |        |
| --------------- | ---------------------- | --------------- | ---------- | ---------- | --------------- | --------------- | --------------- | ------------------ | ------------------ | ------------------ | ----------- | ----------- | ----------- | ------ | ------ | ------ |
| 2015            | La Equidad             | A               | 5          | 0          | CC              | 1               | 0               |                    | -                  | -                  |             | -           | -           | 6      | 0      |        |
| 2016            | La Equidad             | A               | 20         | 1          | CC              | 6               | 0               |                    | -                  | -                  |             | -           | -           | 26     | 1      |        |
| 2017            | La Equidad             | A               | 38         | 5          | CC              | 4               | 0               |                    | -                  | -                  |             | -           | -           | 42     | 5      |        |
| 2018            | La Equidad             | A               | 18         | 0          | CC              | 2               | 0               |                    | -                  | -                  |             | -           | -           | 20     | 0      |        |
| 2018/2019       | Club Atlético Talleres |                 | 9          | 0          |                 | 1               | 0               |                    | -                  | -                  |             | -           | -           | 10     | 0      |        |
| 2019            | Club Atlético Talleres |                 | 14         | 1          |                 | 3               | 0               |                    | 2                  | 0                  |             | -           | -           | 19     | 1      |        |
| 2020            | Club Atlético Talleres |                 | -          | -          |                 | 1               | 0               |                    | -                  | -                  |             | 11          | 4           | 12     | 4      |        |
| 2021            | Club Atlético Talleres |                 | 5          | 1          |                 | -               | -               |                    | -                  | -                  |             | -           | -           | 5      | 1      |        |
| Totale carriera | Totale carriera        | Totale carriera | 109        | 8          |                 | 18              | 0               |                    | 2                  | 0                  |             | 11          | 4           | 140    | 12     |        |

### Cronologia presenze e reti in nazionale
| Cronologia completa delle presenze e delle reti in nazionale ― Colombia | Cronologia completa delle presenze e delle reti in nazionale ― Colombia | Cronologia completa delle presenze e delle reti in nazionale ― Colombia | Cronologia completa delle presenze e delle reti in nazionale ― Colombia | Cronologia completa delle presenze e delle reti in nazionale ― Colombia | Cronologia completa delle presenze e delle reti in nazionale ― Colombia | Cronologia completa delle presenze e delle reti in nazionale ― Colombia | Cronologia completa delle presenze e delle reti in nazionale ― Colombia |
| Data                                                                    | Città                                                                   | In casa                                                                 | Risultato                                                               | Ospiti                                                                  | Competizione                                                            | Reti                                                                    | Note                                                                    |
| ----------------------------------------------------------------------- | ----------------------------------------------------------------------- | ----------------------------------------------------------------------- | ----------------------------------------------------------------------- | ----------------------------------------------------------------------- | ----------------------------------------------------------------------- | ----------------------------------------------------------------------- | ----------------------------------------------------------------------- |
| 16-11-2021                                                              | Barranquilla                                                            | Colombia                                                                | 0 – 0                                                                   | Paraguay                                                                | Qual. Mondiali 2022                                                     | -                                                                       | 46’ 50’                                                                 |
| 1-2-2022                                                                | Córdoba                                                                 | Argentina                                                               | 0 – 0                                                                   | Colombia                                                                | Qual. Mondiali 2022                                                     | -                                                                       | 67’                                                                     |
| 19-11-2022                                                              | Barranquilla                                                            | Colombia                                                                | 2 – 0                                                                   | Paraguay                                                                | Amichevole                                                              | -                                                                       | 64’                                                                     |
| 28-1-2023                                                               | Carson                                                                  | Stati Uniti                                                             | 0 – 0                                                                   | Colombia                                                                | Amichevole                                                              | -                                                                       | 28’                                                                     |
| 24-3-2023                                                               | Ulsan                                                                   | Corea del Sud                                                           | 2 – 2                                                                   | Colombia                                                                | Amichevole                                                              | -                                                                       | 83’                                                                     |
| 28-3-2023                                                               | Osaka                                                                   | Giappone                                                                | 2 – 2                                                                   | Colombia                                                                | Amichevole                                                              | -                                                                       | 72’ 90’                                                                 |
| 16-6-2023                                                               | Valencia                                                                | Colombia                                                                | 1 – 0                                                                   | Iraq                                                                    | Amichevole                                                              | -                                                                       | 59’                                                                     |
| 20-6-2023                                                               | Gelsenkirchen                                                           | Germania                                                                | 0 – 2                                                                   | Colombia                                                                | Amichevole                                                              | -                                                                       | 86’                                                                     |
| Totale                                                                  |                                                                         | Presenze                                                                | 8                                                                       |                                                                         | Reti                                                                    | 0                                                                       |                                                                         |